# Philosophie du droit chez Weil
Pour un article plus général, voir Simone Weil.

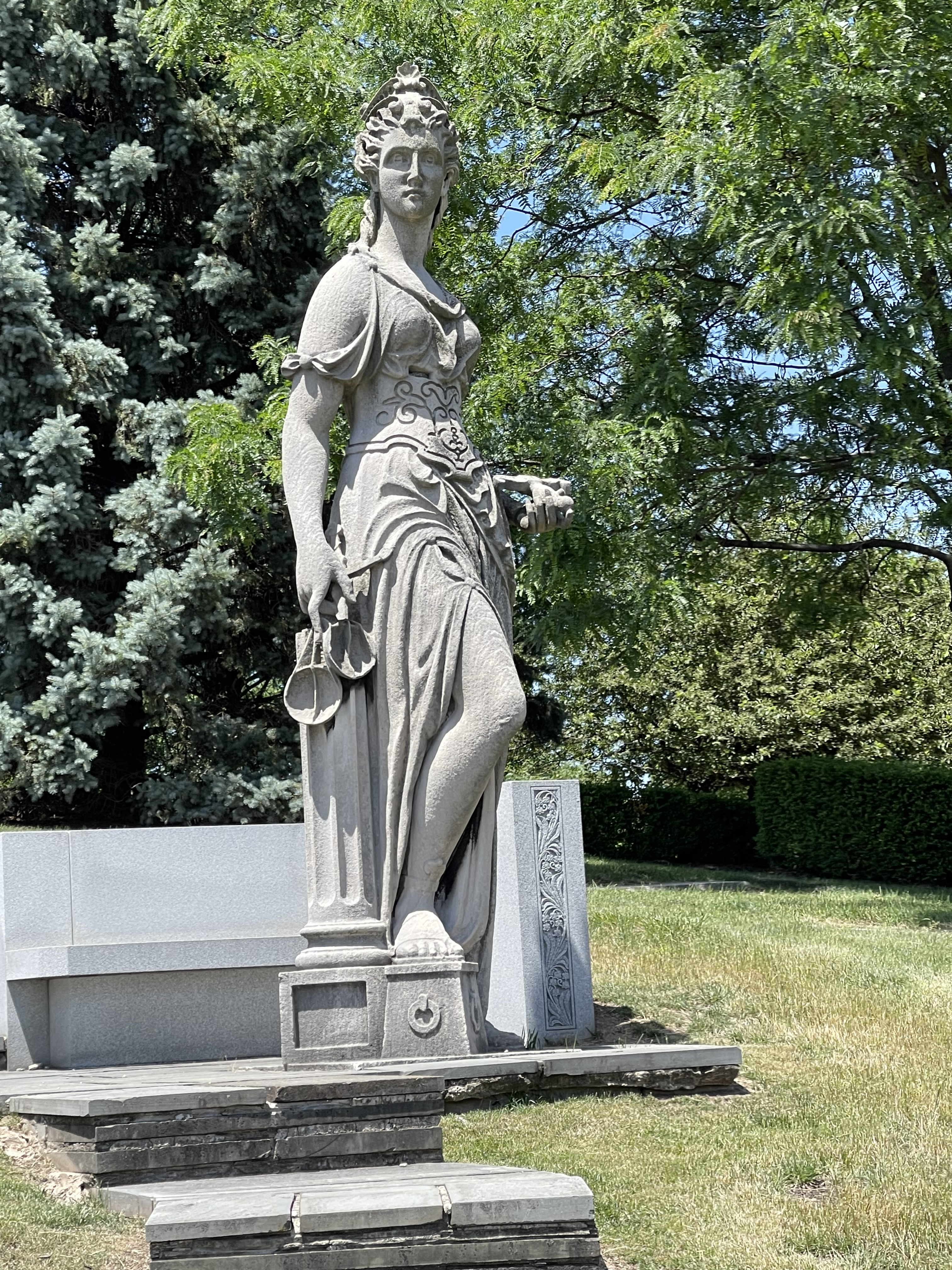
Une statue de Thémis au Crown Hill Cemetery. Chez Weil, la Justice ne porte pas l'épée symbole de la force. Elle laisse son genou à nu, représentant la compassion indispensable au droit.

Le droit, selon la philosophie de Simone Weil, ne doit pas être réduit à des règles fixes, et se pratique avant tout en accordant attention et compassion à autrui. Suivant sa pensée autour de ce sujet, la notion de droits que l'on pourrait posséder ou distribuer est particulièrement dangereuse car ils servent à dissimuler l'usage de la force. Simone Weil estime que l'idée d'obligation au contraire permet de poursuivre l'idéal de la justice. Lors de sa participation à la Résistance française à Londres, elle a ainsi proposé de dépasser le concept des droits de l'homme pour créer une Déclaration des devoirs envers l'être humain.

## Légitimité
Pour Simone Weil, les règles de droit ne sauraient valoir que dans la mesure où leur légitimité est partagée. Elle estime qu'une autorité juridique ne peut être légitime qu'à partir du moment où les gens auxquels elle s'applique consentent à cette autorité. Ainsi, Weil considère notamment que le régime de Vichy n'a pas de légitimité. Dans la philosophie de Weil, la légitimité partagée ne peut se former qu'autour d'une vraie justice: comme elle l'écrit dans la Note sur la suppression générale des partis politiques, « seul ce qui est juste est légitime ».

Weil estime que les lois sont certes nécessaires, en nombre restreint, mais qu'en temps normal, les désaccords doivent être tranchés en équité, c.-à-d. en se fondant sur la relation entre les parties et non sur des règles externes. Pour Weil, ce besoin d'équité signifie que pour faire du droit et bien juger, la faculté d'attention est indispensable: il faut se mettre à l'écoute des gens réels impliqués dans chaque cas, et les prendre en considération comme enseigné dans la parabole du bon Samaritain. Weil donne cette définition de la justice: 

« La justice consiste à veiller à ce qu’il ne soit pas fait de mal aux hommes. Il est fait du mal à un être humain quand il crie intérieurement : « Pourquoi est-ce qu’on me fait du mal ? » Il se trompe souvent dès qu’il essaie de se rendre compte quel mal il subit, qui le lui inflige, pourquoi on le lui inflige. Mais le cri est infaillible. »

— La Personne et le Sacré

## Critique des droits
Simone Weil a exprimé une critique acérée de l'idée des droits subjectifs, qui est liée à sa critique du « personnalisme » et aboutit à sa dénonciation des droits humains.
Pour Weil, l'idée que les gens pourraient détenir des droits subjectifs est une erreur causée par l'injuste séparation entre l'idéal de justice et celui de charité.
Yvanka B. Raynova (en) cite ce passage de Weil:

« La notion de droit nous vient de Rome (...) Les Romains, qui avaient compris, comme  Hitler,  que  la  force  n’a  la  plénitude  de  l’efficacité  que  vêtue  de  quelques idées, employaient la notion de droit à cet usage. (...) Louer la Rome antique de nous avoir légué la notion de droit est singulièrement scandaleux. Car si on veut examiner chez elle ce qu’était cette notion dans son berceau, afin d’en discerner l’espèce, on voit que la propriété était définie par le droit d’user et d’abuser. Et en fait la plupart de ces choses dont tout propriétaire avait le  droit  d’user  et  d’abuser  étaient  des  êtres  humains. »

### Personnalité
Weil refuse le concept juridique de personne et de personnalité, car « la notion de droit entraîne naturellement à sa suite, du fait même de sa médiocrité, celle de personne, car le droit est relatif aux choses personnelles. ». Pour Weil, parler de personnalité n'a pas de sens sans la liberté de pouvoir développer des goûts et des opinions à soi, or ces choses, relève-t-elle, sont mises hors de portée de la plupart des gens, dont l'esprit est réduit à un état d'esclavage par la condition ouvrière. De plus, Weil désapprouve le fait de traiter des groupes humains comme des entités autonomes, c'est-à-dire des « personnes morales » dans le jargon juridique. Cela la conduit à également disqualifier le concept de « genre humain » ou d'« humanité », qui représente une unité trop abstraite et donc fausse: comme elle le note dans La Personne et le Sacré, « il y a dans chaque homme quelque chose de sacré. Mais ce n’est pas sa personne. Ce n’est pas non plus la personne humaine. C’est lui cet homme, tout simplement. »

### Droit humains
Simone Weil adresse trois critiques principales aux droits humains:
1. ils dépendent de la force et peuvent donc être utilisés pour servir les intérêts des puissants;
2. ils sont aptes à dissimuler les rapports de pouvoir; et
3. ils entravent la solidarité entre les personnes qui s'organisent contre le pouvoir en place.

Selon Benjamin P. Davis, les idées de Weil résonnent ainsi particulièrement avec certaines critiques contemporaines portées aux défenseurs des droits humains, selon lesquelles leur discours n'appelle qu'à limiter le pouvoir et jamais à le renverser. Ainsi, les revendications fondées sur les droits humains sont facilement domestiqués par des régimes oppressifs.
Dans une étude de cas sur les personnes en situation de handicap au Nigeria, Oche Onazi argumente à partir des écrits de Weil que l'idée des droits humains présente certains inconvénients, dont notamment celui de laisser dans l'ombre les personnes qui doivent activement mettre en œuvre ces droits. Pour Onazi, le concept de droit humain implique aussi une certaine froideur qui n'est pas suffisante pour permettre de véritablement faire justice aux besoins de toutes les personnes.
Dans l'histoire des droits humains, de plus en plus de droits (dits de deuxième et troisième génération ou « droit créances ») ont été consacrés qui exigent un soin actif de la part des puissances publiques. Ces droits, comme par exemple le droit au logement, sont souvent négligés et bureaucratisés selon Johanna Merz. Selon elle, le focus sur la nécessité de l'obligation proposé par Simone Weil pourrait être une piste pour mieux penser les besoins humains.

## Devoirs envers l'être humain

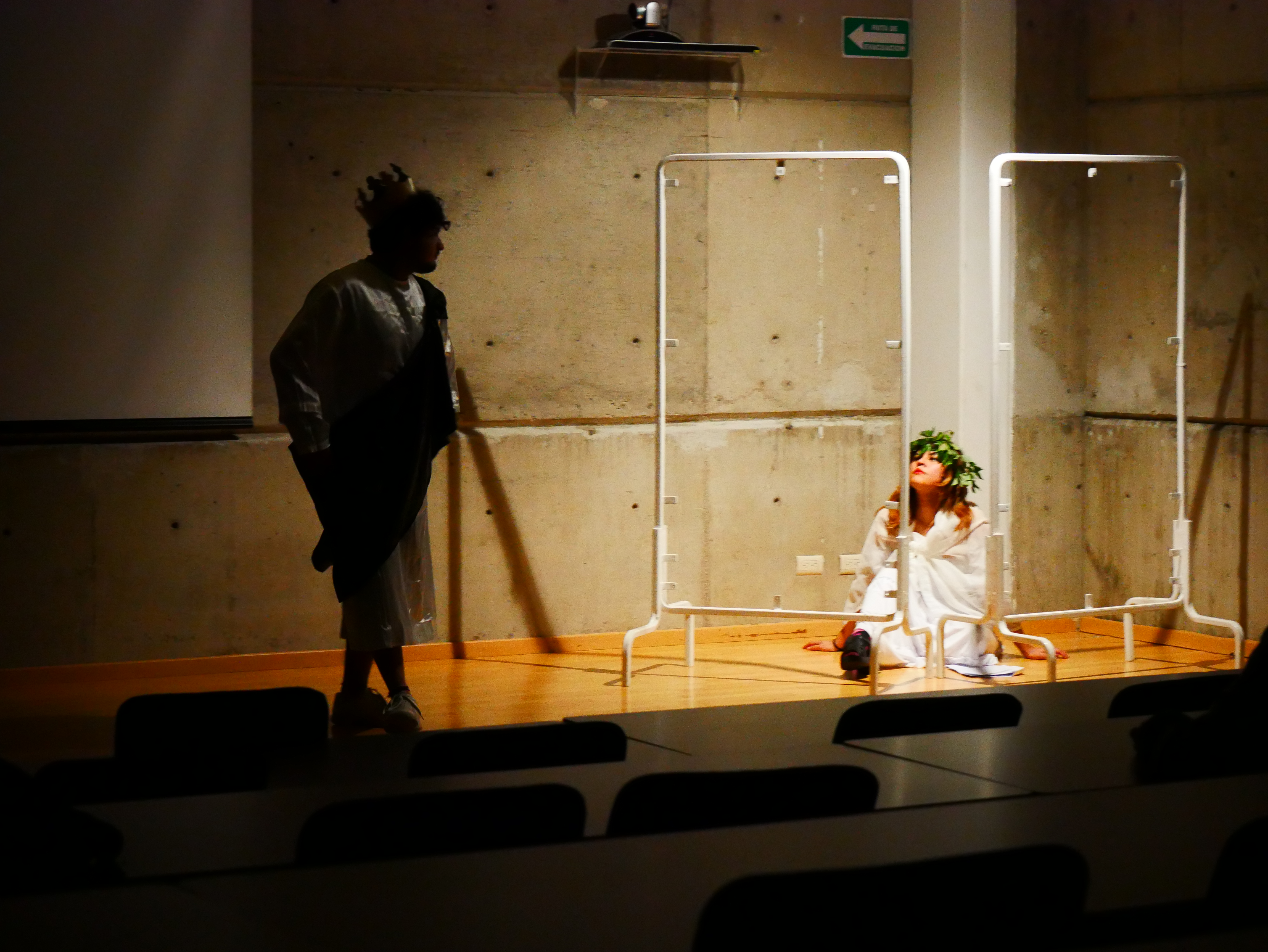
Le roi Créon et Antigone, joués par des écoliers à Aguascalientes. Pour Weil, la princesse rebelle n'est pas en train de suivre un quelconque droit naturel. Elle y voit plutôt un grand amour d'autrui.

### Contexte historique
Le 4 août 1789 à l'Assemblée nationale constituante, le projet d’une Déclaration des devoirs de l’homme est rejeté à 570 voix contre 433, et seule la Déclaration des droits de l'homme et du citoyen de 1789 est adoptée, sans mettre en avant la notion de devoir ou d'obligation. Quelques années plus tard, la Déclaration des droits et des devoirs de l'homme et du citoyen de 1795 contient, elle, six alinéas dans l'unique article de sa section « Devoirs ».
Au sein de la Résistance française, le groupe de travail Cassin-Gouin est chargé de préparer la future Déclaration universelle des droits de l'homme. Weil, normalement chargée d'écrire sur le droit de la représentation syndicale, s'intéresse à ce travail, mais se met à commencer son propre projet, tourné vers les obligations. Ses idées sont rejetées par René Cassin et Charles de Gaulle, qui l'a appelée « une folle ». Dans la version finale de la DUDH en 1948, il est au final à peine fait mention de l'idée de devoir, et ce ne sera pas envers l'être humain.

### Idées principales
L'originalité du concept de devoirs envers l'être humain de Simone Weil est qu'elle rejette explicitement l'idée de devoirs envers une quelconque communauté, et ne veut parler que de devoirs d'individu à individu. Pour Weil, l'obligation surgit lorsque l'attention portée à autrui révèle sa fragilité et son besoin impersonnel. Ainsi dans la philosophie de Weil, l'idée d'obligation est liée à celle de « besoin vital ». La liste des besoins vitaux établie par Simone Weil est la suivante :
1. L’ordre
2. La liberté
3. L’obéissance
4. La responsabilité
5. L’égalité
6. La hiérarchie
7. L’honneur
8. Le châtiment
9. La liberté d’opinion
10. La sécurité
11. Le risque
12. La propriété privée
13. La propriété collective
14. La vérité
15. L'enracinement

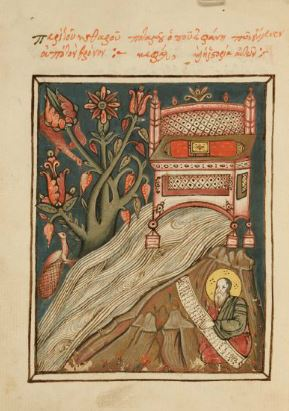
Selon Miguel Vatter, la philosophie de Weil unit le droit avec l'anarchie d'une manière qui peut être symbolisée par le trône vide.

Concernant la relation entre droits et obligations, Simone Weil ne dit pas que les droits sont complètement superflus, mais plutôt qu'ils ne peuvent exister et avoir de valeur qu'au sein d'une communauté déjà constituée grâce à un réseau d'obligations. Ainsi, les droits sont subordonnés aux obligations.

### Liberté d'opinion
Simone Weil défend ardemment la liberté d'opinion, mais pas la liberté d'expression ni la liberté d'association : pour Weil, il devrait être interdit pour n'importe quel groupe de prétendre exprimer une opinion commune, et elle estime que toute atteinte à la vérité doit être sévèrement sanctionnée.

### Propriété
Simone Weil défend la nécessité à la fois d'un droit de propriété privée qui consacre le lien particulier des individus avec les choses qui les entoure directement, et celle d'un droit de propriété collective qui permette à chacun de devenir responsable des biens communs. Concernant la propriété des biens de production, Weil met l'accent sur la participation de chacun à la gestion du travail, et se montre circonspecte vis-à-vis des solutions qui consistent simplement à déclarer une usine comme constituant une propriété collective.

## Critique
Les idées sur le droit de Simone Weil sont critiquées pour leur caractère fragmenté et radical et parfois leurs auto-contradictions. Son rejet ferme des droits humains en particulier fait souvent l'objet de réserves parmi les penseuses qui s'inspirent de sa philosophie. Giorgio Agamben considère quant à lui que la notion d'obligation n'est pas une bonne piste pour dépasser le système des droits, car il y voit un simple reflet inversé de ce que critique Weil.

## Influence
En complément de la théorie des droits de la nature, Daniel Matthews suggère que la philosophie de Weil peut être utile, en particulier ses critiques sur le concept de droit subjectif et sa préférence pour l'obligation. Matthews argumente que les idées de Weil, qui se concentre sur les humains, peuvent être étendues aux êtres autres qu'humains. Ainsi, le fait de porter intensément attention à autrui, y compris par exemple à des animaux, fait naître la reconnaissance d'un sens de l'obligation,. La philosophe Anat Pick fait le même raisonnement, en proposant de voir les humains et les autres êtres comme des créatures égales. De plus, Pick présente les idées de la pesanteur et la grâce (ca) comme des pistes pour développer une attitude à la fois juridique et éthique envers les animaux. Dans cette vision, le respect pour les animaux ne peut pas venir d'une idée abstraite de leur valeur morale, mais seulement de pratiques par lesquelles l'individu porte son attention sur la réalité matérielle des vies des animaux autour de soi, et découvre ainsi ses obligations envers eux.
Roberto Esposito a puisé dans la philosophie de Weil sa critique du concept juridique de personne,. Giorgio Agamben consacre sa thèse à l'idée de de droit et de personne chez Weil. Autrement, une des philosophes du droit les plus influencées par Simone Weil est la Britannique Gillian Rose (en), qui tire de Weil l'idée que le droit n'est pas une question de juste milieu ou de force, mais d'attention portée à autrui. Inspirée par une citation de Weil, Rose écrit:
« The tree rooted in the sky offers a representation, an aesthetic, for the law, which is not natural but supernatural, and which belongs to the exposition of invisible justice, which may yet be recovered in its sisters of truth and beauty. »
« L'arbre enraciné dans le ciel offre une représentation — une esthétique — du droit, qui n'est pas naturel mais surnaturel. Le droit consiste en l'exposition d'une justice invisible, dont la récupération reste possible à travers ses sœurs: la vérité et la beauté. »